# 카를루크어파
카를루크어파(Karluk)는 튀르크어족의 한 분파로, 카를루크족의 언어에서 발전하여 나온 것으로 여겨진다. 킵차크 칸국 등에서도 문어(文語)로 사용되어 중세 튀르크어 기록의 상당수가 카를루크 계통의 언어 또는 방언으로 쓰여졌다. 카를루크가 사라지면서 기록에만 존재한다.

## 같이 보기
- 카를루크
- 튀르크어족